# Épipleure
Épipleure ou Epipleure est un rebord de l'élytre des insectes, au moins chez certains coléoptères, couramment infléchi pour former un repli ventral.